# Tunyogmatolcs
Tunyogmatolcs község Szabolcs-Szatmár-Bereg vármegyében, a Fehérgyarmati járásban.

## Fekvése
A megye keleti részén található, a Szatmári-síkságon, a Szamos folyó bal partján. A mai települést a Holt-Szamos szeli át; az attól is nyugatra fekvő településrész volt Tunyog, míg Matolcs a folyó szabályozása előtti állapotában annak jobb partján feküdt, ma a holtág és az élő folyó által közrezárt területen található.
Szomszédai: észak felől Nábrád, kelet felől Fehérgyarmat, dél felől Géberjén, délnyugat felől Győrtelek és Kocsord, nyugat felől Mátészalka, északnyugat felől pedig Szamosszeg és Szamoskér. Csak néhány száz méter híja van annak, hogy nem érintkezik a területe dél-délkelet felől Fülpösdaróc határszélével is.

### Megközelítése

#### Közúton
A mai település központján (csak a tunyogi településrészt érintve) végighalad, nagyjából délnyugat-északkeleti irányban a 491-es főút, ez a legfontosabb közúti megközelítési útvonala az ország belsőbb részei felől éppúgy, mint Fehérgyarmat-Tiszabecs és az ukrán határ irányából. [Évtizedekkel ezelőtt ez az útvonal még a mainál délebbre, egy vasúti-közúti híddal keresztezte a Szamost, az egykori nyomvonal bal parti, tunyogmatolcsi és Matolcs településrészt is érintő szakasza ma alsóbbrendű útként 49 157-es útszámmal számozódik.]
Szamoskérrel és Szamosszeggel a 4120-as út köti össze.
Autóbusszal a Mátészalka–Fehérgyarmat-vonalon közlekedő járművekkel érhető el.

#### Vasúton
A hazai vasútvonalak közül a települést a MÁV 113-as számú Nyíregyháza–Mátészalka–Zajta-vasútvonala érinti. A vonalnak itt két megállási pontja is van: Tunyogmatolcs vasútállomás és Tunyogmatolcs alsó megállóhely. Előbbi a belterület (a tunyogi településrész) délnyugati szélén helyezkedik el, és közúti elérését a 491-es főútból kiágazó 41 326-os út teszi lehetővé; utóbbi Matolcs községrész déli felében található és a főút régi nyomvonalából kiágazó 41 327-es út szolgálja ki.

## Története
A település két község, Tunyog és Matolcs egyesüléséből keletkezett. A két település 1950-ben egyesült, azonban 1957-ben különváltak, majd 1961-ben ismét egyesültek.
A Tunyog név 1335-ben tűnik fel először, és a szláv Thunugh személynévre vezethető vissza, akinek leszármazottja a Káta nemzetségbeli, ősi birtokukként számon tartott Tunyogi család.
Tunyog templomát, amely Szent Tamás védelme alatt állt, illetve az óbudai klarissza apácák birtokrészét is – egy 1347. évi perirat szerint – a csaholyi monostornak adták át.
A Tunyogi család kihalta után a Daróczi Szűk család kapott a község felére királyi adományt 1378-ban, majd 1547-ben a Brebiri Melith és Petrichevich családok; 1592-ben Nagykállai Leökös Lőrinc; 1630-ban Kozák Rácz János; 1717-ben Korda Mihály, 1725-ben Géressy János. A 19. század közepéig földesurai voltak még a településnek a gróf Károlyi, Korda, Ilosvay és Szűcs családok.
Matolcs nevét a Matucsinay családtól örökölte. (Annak a várnak a nevét, amelyhez 1387-ben, mint Possesio Matochina tartozott, Castrum Matuchyna alakban említik.) 1436-ban a király elvette a Matucsinayaktól (immáron másodjára, hűtlenségük miatt) a birtokot, és a Báthoryaknak adományozta. A Báthori-család kihalta után Bethlen Gábor szerezte meg a birtoklás jogát, két unokaöccsének, de tőlük I. Rákóczi György vette át a részüket.
A település már 17. században mezővárosi rangot kapott, illetve 1707-ben vásárjogot is nyert.
A vármegye többször tartotta itt gyűlését, így 1669-ben és 1707-ben is.
A mezőváros polgárai kézművességgel foglalkoztak. Virágzott a fazekasság, a szűr- és gubacsapó céhes ipara. Matolcs lakosai híres szűrcsapók voltak, céhlevelük 1714-ből való, amikor újabb vásárjogot nyertek.
1776-ban Matolcs szabad polgárait az ecsedi uradalom gyapjújának feldolgozására kényszerítették, és a települést az ecsedi uradalom részeként jegyezték.
1810-ben Matolcs a Károlyi családé lett szinte kizárólagosan. Néhány család osztozott még a fennmaradó telkeken: Luby Lajos, Kölcsey Zoltán, Klein Móricz, kiknek neveit a települést határoló szántóföldek mai napig is őrzik.

## Közélete

### Polgármesterei
- 1990–1994: Rádi Miklós (független)[3]
- 1994–1998: Rádi Miklós (független)[4]
- 1998–2002: Dr. Török András (FKgP)[5]
- 2002–2006: Dr. Török András (független)[6]
- 2006–2010: Soltész Bertalan (független)[7]
- 2010–2014: Soltész Bertalan (Fidesz-KDNP)[8]
- 2014–2019: Soltész Bertalan (Fidesz-KDNP)[9]
- 2019–2024: Soltész Bertalan (független)[10]
- 2024– : Kovácsné Demeter Tünde (független)[1]

A településen az 1994. december 11-én megtartott polgármester-választáson közel rekordszámú, nem kevesebb, mint 9 jelölt indult a faluvezetői posztért, holtversenyben a Borsod-Abaúj-Zemplén megyei Múcsonnyal, a Fejér megyei Nadappal, a Jász-Nagykun-Szolnok megyei Jászjákóhalmával, a Nógrád megyei Pásztóval, a szintén Szabolcs-Szatmár-Bereg megyei Nyírtass-sal, illetve a Tolna megyei Nagyszokollyal). Ennél is több, 11 polgármesterjelölt abban az évben csak az ugyancsak szabolcsi Pátroha községben indult.

## Népesség
A település népességének változása:
| Lakosok száma | 2466 | 2460 | 2430 | 2289 | 2289 | 2255 | 2276 |
|               | 2013 | 2014 | 2015 | 2021 | 2022 | 2023 | 2024 |

2001-ben a település lakosságának 96%-a magyar, 4%-a cigány nemzetiségűnek vallotta magát.
A 2011-es népszámlálás során a lakosok 85,4%-a magyarnak, 15,1% cigánynak, 0,2% ukránnak mondta magát (14,6% nem nyilatkozott; a kettős identitások miatt a végösszeg nagyobb lehet 100%-nál). A vallási megoszlás a következő volt: római katolikus 2,9%, református 68,1%, görögkatolikus 1%, evangélikus 0,3%, felekezeten kívüli 6,1% (19,1% nem válaszolt).
2022-ben a lakosság 87,9%-a vallotta magát magyarnak, 5% cigánynak, 0,3% ukránnak, 0,1-0,1% németnek és horvátnak, 1% egyéb, nem hazai nemzetiségűnek (12,1% nem nyilatkozott; a kettős identitások miatt a végösszeg nagyobb lehet 100%-nál). Vallásuk szerint 1,4% volt római katolikus, 53,4% református, 1,4% görög katolikus, 2,1% egyéb keresztény, 5,2% felekezeten kívüli (36,2% nem válaszolt).

## Nevezetességei
- Tunyogmatolcs két református templommal rendelkezik, a tunyogi templom már 1335-ben létezett, ennek alapjaira épült 1914-ben közvetlenül a Szamos partjára a jelenlegi, műemlék jellegű templom. A matolcsi templomot 1767-ben kezdték építeni, és barokk stílusban készült el.
- A Szamos folyót 1896-ban szabályozásnak vetették alá, melynek köszönhetően a két településrészt átszelő folyó holtággá vált. Ez a 185 hektáros vízterület a Holt-Szamos, amely a horgászok paradicsoma.
- A két települést évszázadokon át rév kötötte össze, a matolcsi oldalon állt a Kurta kocsma, amely Petőfi Sándort is megihlette. [A Falu végén kurta kocsma című vers keletkezési helye egyébként nem teljesen biztos, azt több környékbeli település, így például Csenger és Fülpösdaróc is magáénak vallja.]

## Neves tunyogmatolcsiak
- Zalka Máté (1896-1937) Matolcson született.
- Széles András (1963-) citeraművész, a Népművészet Ifjú Mestere.
- Kiss Karola (T. Kiss K) (1972-), Hajdú-Bihar megyei Területi Príma-díjas festőművész